# Lankesteria distapliae
Lankesteria distapliae is een soort in de taxonomische indeling van de Myzozoa, een stam van microscopische parasitaire dieren. Het organisme komt uit het geslacht Lankesteria en behoort tot de familie Lecudinidae. Lankesteria distapliae werd in 1891 ontdekt door Mingazzini.